# General Manuel Belgrano (Formosa)
General Manuel Belgrano ist ein Ort im Departamento Patiño im Norden Argentiniens. Er liegt 175 Kilometer von der Provinzhauptstadt Formosa entfernt im Südwesten der gleichnamigen Provinz. In der Klassifikation der Gemeinden der Provinz gehört sie zu den Gemeinden (Municipio) der 3. Kategorie. 1991 hatte die Stadt erst 3.556 Einwohner, die Bevölkerung nahm bis 2001 somit um 23 % zu. 
Der Namensgeber der Stadt, Manuel Belgrano, nahm an der Mai-Revolution teil und schuf die argentinische Flagge. Nach ihm sind noch weitere Orte benannt, u. a. der Stadtteil Belgrano in Buenos Aires.